# 클로드 조제프 루제 드 릴

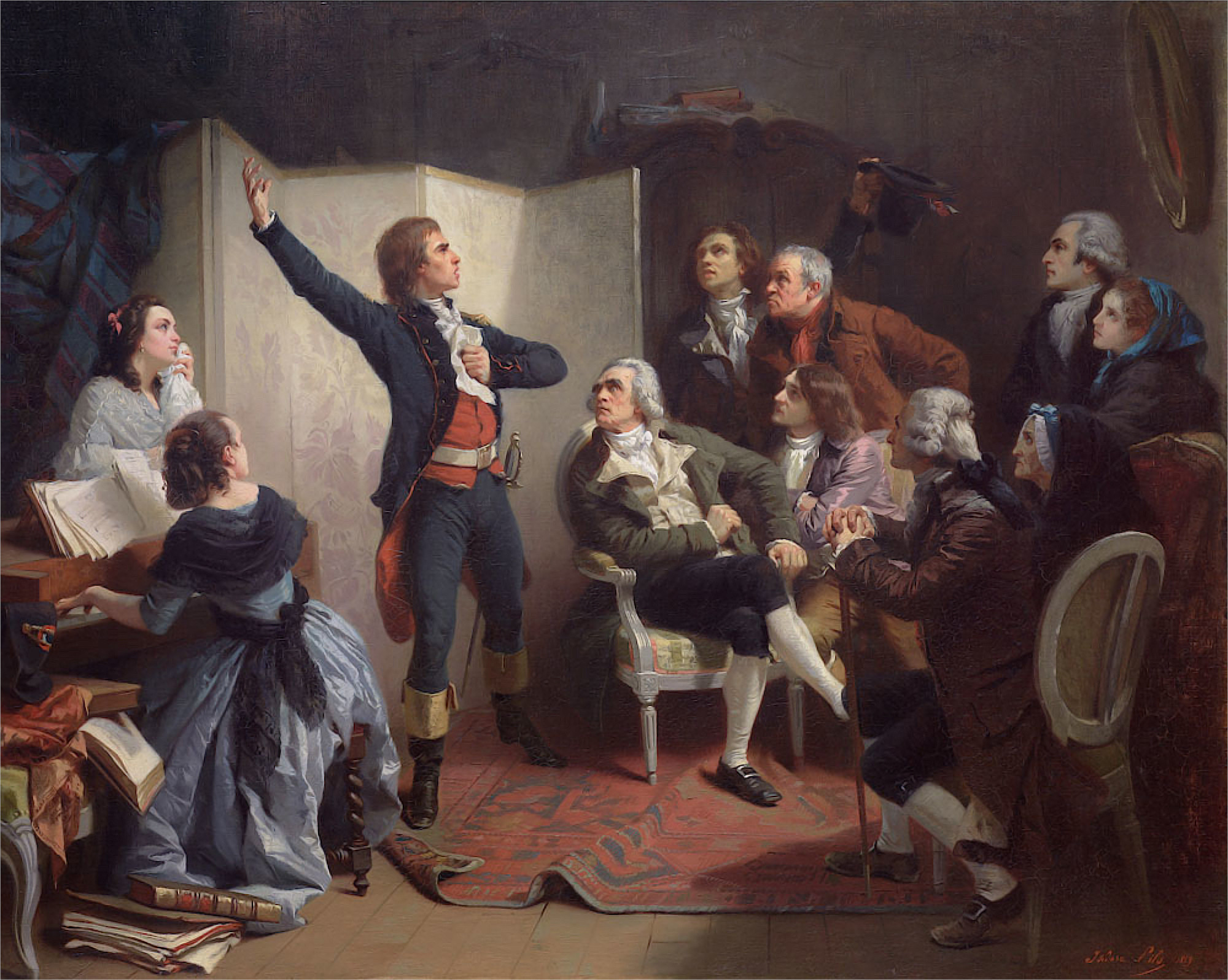
클로드 조제프 루제 드 릴

클로드 조제프 루제 드 릴(프랑스어: Claude Joseph Rouget de Lisle, 1760년 5월 10일 ~ 1836년 6월 26일)은 프랑스의 군인, 작곡가, 작가이었다. 프랑스의 국가인 《마르세유 행진곡》을 작곡했다.

## 생애
프랑슈콩테 지역 쥐라주 롱르소니에에서 변호사의 아들로 태어났다. 군 학교에 들어가 장교 교육을 받고 공병 장교군에 입대했다. 재학 당시부터 음악에 관심을 갖고 있었다고 전해진다.
1792년 4월 프랑스가 오스트리아 대공국에 선전 포고를 했다. 이 때, 스트라스부르의 라인 방면 군에 배속되어 있던 그에게, 스트라스부르 시장이 방 군의 사기 향상을 위해 행진곡을 만들 것을 권고했다. 4월 25일, 하루만에 "라인 군을 위한 군가(Chant de guerre pour l' armée du Rhin)"이라는 제목으로, 다음날 4월 26일, 시장과 청중 앞에서 선보였다. 감격한 시장은 즉시 악보를 인쇄하고 군 사령관의 니콜라 륙 네일 원수가 이 곡을 헌정했다. 후에 마르세유의 의용군이 노래를 채용해, 파리 입성 때 노래하고 있던 것으로부터 유명하며, "마르세유 행진곡"(La Marseillaise)이라는 제목으로 국가로 제정되었다.